# Johanniskirchen
Johanniskirchen – miejscowość i gmina w Niemczech, w kraju związkowym Bawaria, w rejencji Dolna Bawaria, w regionie Landshut, w powiecie Rottal-Inn. Leży około 10 km na północ od Pfarrkirchen, nad rzeką Sulzbach.

## Dzielnice
W skład gminy wchodzą następujące dzielnice: Dummeldorf, Emmersdorf, Johanniskirchen i Mitterhausen.

## Demografia
| Rok  | Liczba mieszk. |
| ---- | -------------- |
| 1970 | 2 288          |
| 1987 | 2 335          |
| 2000 | 2 486          |

## Oświata
(na 1999)

W gminie znajduje się przedszkole (75 miejsc i 63 dzieci) oraz 2 szkoły podstawowe (21 nauczycieli, 292 uczniów).